# چرخ انگلیسی
دستگاه رخ زن ورق که در ایران اسامی زیادی دارد و با عنوان های مختلفی شناخته میشود؛ مانند: دستگاه زیگ، لبه زن، حلبی ساز و... و در خارج با عنوان چرخ انگلیسی(English wheel) که در بریتانیا به آن ماشین چرخ‌زنی(wheeling machine) شناخته می‌شود. این دستگاه یک ابزار فلزکاری است که صنعتگر را قادر می‌سازد تا از ورق‌های صاف فلزی مانند آلومینیوم یا فولاد منحنی‌های مرکب (انحنای مضاعف) ایجاد کند.  

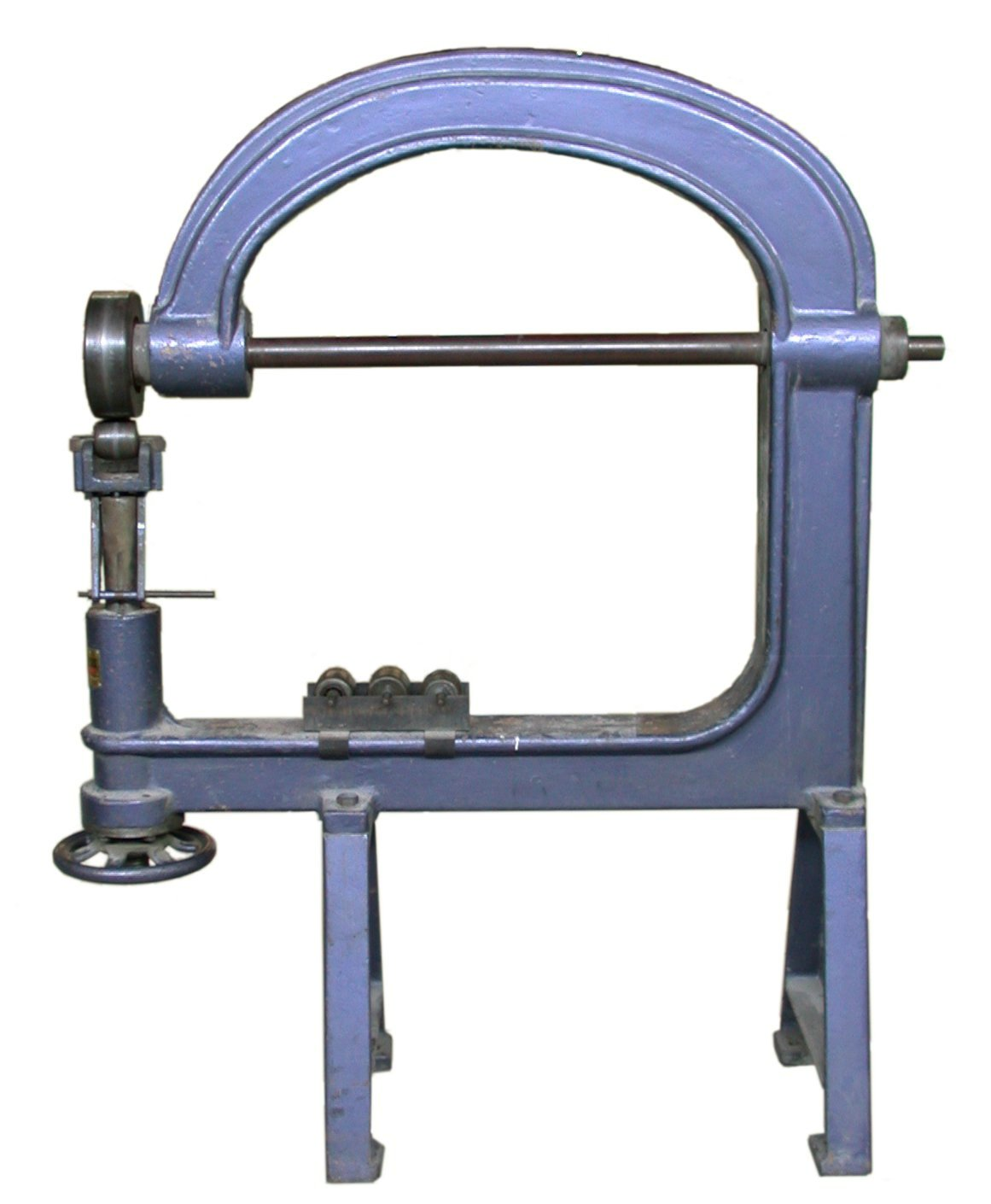
یک رخ زن ورق (چرخ انگلیسی) که چهار چرخ پایینی قابل تعویض (سندان)، چرخ بالایی ثابت بزرگتر، پیچ تنظیم فشار و مکانیزم آزادسازی سریع را نشان می دهد.

اولین چرخ حلبی‌سازی دستی توسط دو برادر بازرگان کاشانی با کنیه ضرابی از اروپا خریداری شد. برادران ضرابی مدت کوتاهی در همدان زندگی میکردند و سپس به تهران رفتند، استفاده از چرخ حلبی‌سازی را در همدان، تهران و استان اصفهان رواج دادند و قطبهای حلبی‌سازی کشور را شکل دادند. 

## خلاصه
دستگاه رخ زن ورق که به چرخ حلبی و زیگ نیز معروف است یکی از انواع دستگاه های صنعتی است؛ که برای شکل دادن به فلزات استفاده می شود. دو نوع دستگاه لبه زن دستی و برقی وجود دارد؛ برخی از کاربردهای مهم دستگاه رخ زن ورق فلزی عبارتند از: ایجاد سوراخ بر روی سطح فلزات، دیواره ها، دیواره ظروف توخالی، دیواره لوله ها و سطح ورق ها. یکی از کاربردهای دستگاه رخ زن ورق اینه که به افزایش مقاومت فلز در برابر خمش کمک می کند. از دیگر مزایای ایجاد سوراخ با دستگاه، جلوگیری از آسیب رسیدن به دست و تسهیل فرآیند اتصال است.
برای ایجاد فرم ورق مورد نظر باید ورق ها را از دو محور موازی لبه ورق عبور دهیم. در پیشانی هر یک از دو محور دستگاه رخ زن ورق می توان قالب های دایره ای را وصل کرد. که با هدایت شیت از بین آنها فرم مورد نظر ایجاد می شود. در دستگاه رخ زن ورق، قالب ها برای حرکت با سرعت یکسان و مخالف یکدیگر حرکت می کنند. برای برش های مستقیم از قیچی گرد در لبه ورق استفاده می شود. انرژی حرکت چرخشی دستگاه لبه ورق به کمک دست و پا و همچنین به کمک موتور الکتریکی تامین می شود.
لبه ورق برای رزوه کشی، تا کردن و لبه گذاری استفاده می شود. لبه به معنای خم کردن لبه با عرض کم است. از لبه ورق فلزی یا چرخ حلبی نیز برای متصل کردن استفاده می شود.

## شرح
فرآیند استفاده از چرخ انگلیسی به عنوان چرخش(wheeling) و لبه زن (flanging) شناخته می شود. پانل های تولید شده با این دستگاه به دلیل نوع تولید که  نیازمند مهارت بسیار و کار فشرده است، گران هستند؛ اما این مزیت کلیدی را دارد که می تواند به طور انعطاف پذیر پانل های مختلف را با استفاده از یک دستگاه تولید کنید. این یک ماشین شکل دهی است که با کشش سطح کار می کند و در عمل به فرآیندهای فشاری مربوط می شود. هر جا که حجم کمی از ورقه ها خم و مواج شده مورد نیاز باشد، استفاده می شود. معمولاً در ساخت و ساز ، ترمیم اتومبیل ، اتومبیل‌های مسابقه، صفحات مشبک بعضی سازه ها   نمونه‌های اولیه خودرو و اجزای پوسته هواپیما، و همچنین زمانی که از آلیاژ آلومینیوم با انعطاف پذیری بالا میخواهیم استفاده کنیم.

در مواردی که تولید پانل‌ها با حجم بالا مورد نیاز است، چرخ با یک دستگاه پرس  جایگزین می‌شود که هزینه راه‌اندازی سرمایه بسیار بالاتر و زمان توسعه طولانی‌تری نسبت به استفاده از رخ زن ورق دارد؛ در صورتی که یک پانل میتواند فرایند های متفاوتی را با یک دستگاه رخ زن طی کند ، اما یک دستگاه پرس فقط یک مدل انحنا و طرح را با توجه به قالب نسب شده میزند. مدل چرخ انگلیسی نشان داده شده به صورت دستی کار می‌کند، اما وقتی این فرایند روی ورق‌های فلزی ضخیم‌تر مانند بدنه کشتی استفاده می‌شود، ممکن است دستگاه کنترلپذیر باشد و بسیار بزرگتر از آنچه در اینجا نشان داده شده است.

دستگاه رخ زن ورق

## ساز و کار
شکل دستگاه مانند یک حرف بزرگ و بسته "C" است. در انتهای C، دو چرخ وجود دارد. چرخی که در بالا قرار دارد، چرخ غلتکی نامیده می شود، در حالی که چرخی که در پایین قرار دارد، چرخ سندان نامیده می شود. چرخ سندان معمولاً شعاع کمتری نسبت به چرخ غلتشی دارد. چرخ نورد معمولاً ۸ سانتیمتر (۳ اینچ) عرض دارد و قطر آن معمولاً ۲۵ سانتیمتر (۱۰ اینچ) یا کمتر می باشد؛ اگرچه ماشین هایی با قلتک بزرگتر هم وجود دارد.
به قسمت C شکل دستگاه گلویی نیز میگویند. بزرگ‌ترین دستگاه‌های عمومی دارای سایز گلوی 120سانتی متر (48 اینچ)هستند، در حالی که دستگاه های کوچکتر اندازه گلو حدود 60 سانتی متر (24 اینچ) دارند. فاصله دهانه معمولاً باتوجه به بزرگترین اندازه ضخامت ورق فلزی تعیین می شود که اپراتور تواند در دستگاه قرار دهد کار کند. از آنجایی که دستگاه با مقداری فشار بین چرخ ها کار می کند و از آنجا که این فشار با نازک شدن مواد تغییر می کند، فک پایین و گهواره قاب که غلتک سندان را نگه می دارد قابل تنظیم است و ممکن است با یک جک هیدرولیک در ماشین‌هایی که برای صفحه فولادی طراحی شده‌اند یا یک جک پیچ روی ماشین‌هایی که برای ورق‌های فلزی طراحی شده‌اند حرکت کند. با نازک شدن مواد، اپراتور باید فشار را برای جبران تنظیم کند و همچنین فاصله دهانه ها را نیز کمتر نمایید.
قلتک(چرخ) مهمترین عنصر این دستگاه ساده است. در اکثر موارد چرخ ها از قرن نوزدهم تغییر بسیار کمی داشته اند. این چرخ‌ها در قرن نوزدهم ساخته شدند و دارای بلبرینگ‌های ساده فلزی از جنس بابیت بودند؛ که فشار دادن و کشیدن فلز را در هنگام کار با تغییر شکل بالا را دشوار می‌کرد. بعداً با استفاده از بلبرینگ‌ها، دستگاه‌ها توانستند مواد سخت و ضخیم تر مانند فولاد 1/8 اینچی را نیز نورد کنند. سفت ترین تغییر شکل ها دارای یک خرپا مهاربندی خارجی هستند که با دو غلتک مانند مثلث در پشت غلتک اصلی قرار میگیرند. آنها در مواد نازک تر یا نرم تر، مانند فولاد 20 ga یا آلومینیوم 0.063 اینچی خیلی موثر هستند.  یک ماشین با تجهیزات مناسب دارای مجموعه ای از چرخ های سندان(قلتک) است. چرخ سندان باید برای مطابقت با تاج یا انحنای مورد نظر قطعه کار استفاده شود.
برای بدنه دستگاه علیرغم مزایای چدن، سختی( مدول یانگ ) ان کمتر از نصف سختی فولاد است و گاهی اوقات در صورت نیاز به قاب سفت‌تر، باید با فولاد سختر جایگزین شود.

## عملکرد
اپراتور دستگاه ورق فلزی را بین چرخ سندان و چرخ نورد عبور می دهد. این فرآیند باعث کشیده شدن مواد و نازک شدن آن می شود. همانطور که مواد کشیده می شوند، یک سطح محدب روی چرخ سندان تشکیل می دهند.  این سطح به «تاج» معروف است. شعاع سطحی، بستگی به میزان کشش فلز در وسط ان نسبت به لبه آن دارد. اگر قسمت میانی بیش از حد کشیده شود، اپراتور می تواند با چرخاندن لبه قطعه شکل را بازیابی کند.
کوچک کردن لبه قبل از چرخش به شکل گیری شکل در طول چرخش کمک می کند و میزان کشش و نازک شدن مورد نیاز برای رسیدن به شکل نهایی را کاهش می دهد.
- ورق آلومینیوم باید قبل از چرخش آنیل(بازپخت) شود زیرا نورد در طول فرایند تولید باعث افزایش سختی کرنشی ان میشود .

### تنظیم
فشار ناحیه تماس با شعاع گنبد روی چرخ سندان تغییر میکند و همپنین پیچ تنظیم نیز باعث تغییر در فشار وارده بر ان است. برخی از اپراتورها یک تنظیم کننده پا را ترجیح می دهند تا بتوانند هم فشار ثابتی را روی ضخامت های مختلف ورق فلز بکار ببندند و هم برای کار هر دو دست خود را آزاد داشته باشند. این سبک تنظیم کننده همچنین برای ترکیب لبه نواحی بالای تاج که نازک‌تر هستند، با قسمت‌های پایین تاج که نسبتاً کشیده نیستند، مفید است. امروزه کمتر از تنظیم کننده های دستی استفاده میشود و عموما تنظیم کننده ها به طور اتوماتیک فشار دو چرخ را تغییر میدهند
- مدل های پیشرفته از دستگاه های رخ زن ورق هم به تازگی ساخته شده که برخی از انها cnc مخفف(Computerized Numerical Control )هستند

### شکل دادن
در هر مرحله ساخت، اپراتور باید دائماً به شکلی که می خواهد بازتولید کند توجه کند. که ممکن است شامل استفاده از کاغذ الگو ، نمونه اولیه (ساخته شده با کاغذ یا ورق فلزی نازک)، جایگاه، فرم‌دهنده، گیج‌های پروفیل، قالب‌های پروفایل و البته یک پانل اصلی باشد. ماشین‌های رخ زن دارای یک اهرم آزادسازی سریع هستند که به اپراتور امکان می‌دهد تا چرخ سندان را از چرخ بالایی رها کند تا قطعه کار بتواند به سرعت خارج شود در عین حال پیچ تنظیم فشار نیز تغییری نمیکند و با برگشت به موقعیت مختصات قبلی و فشار قبلی را حفظ میکند، در این بخش از فرآیند در زمان صرفه‌جویی بسیار خوبی صورت میگیرد .

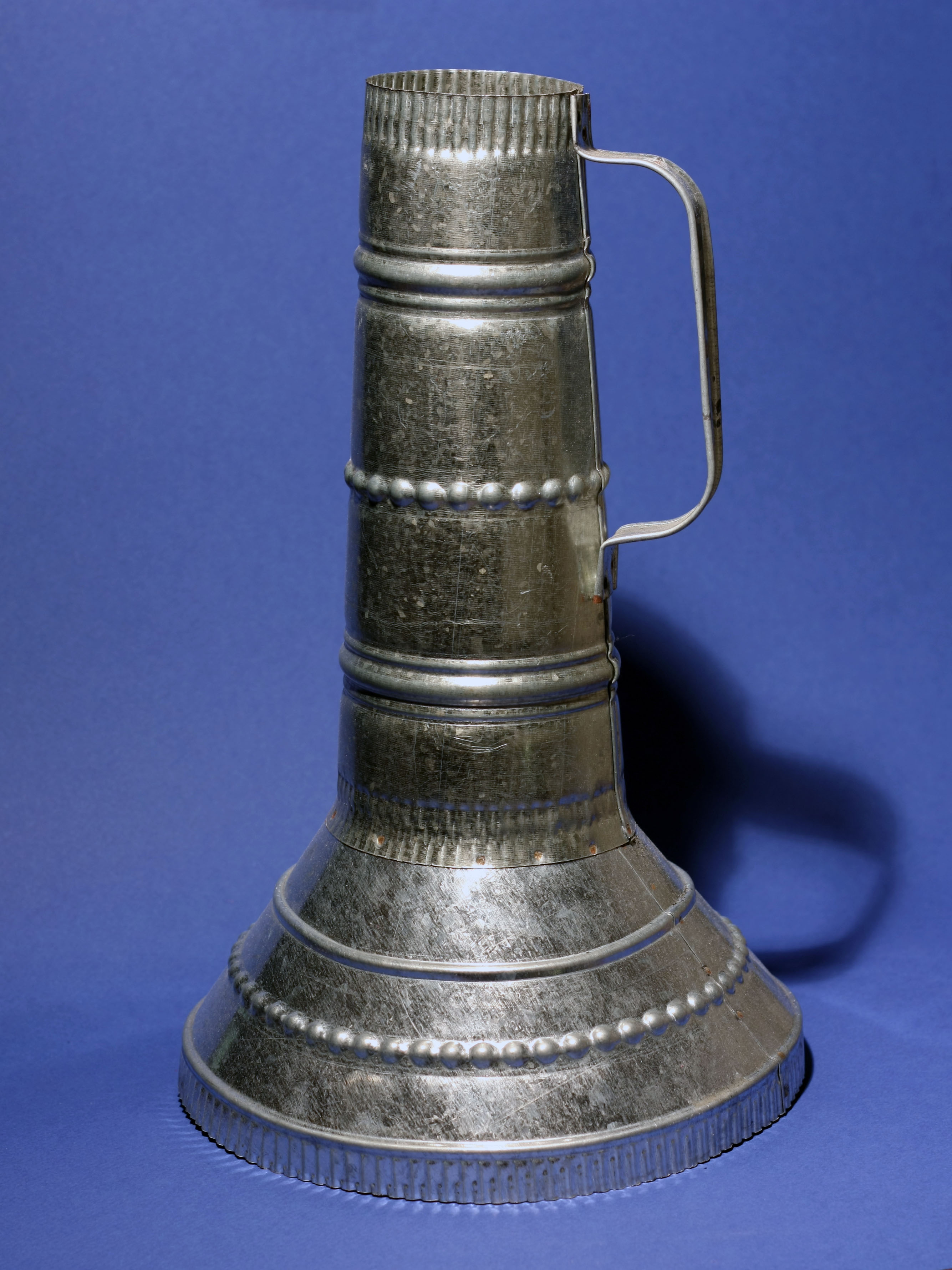
نمونه ورق حلبی که توسط این نوع دستگاه شیار زنی شده است

اپراتور باید حوصله پر زحمتی داشته باشد؛ تا رفت و برگشت های زیادی روی یک ناحیه روی ورق انجام دهد تا آن ناحیه به درستی شکل بگیرد. ممکن است آنها نورد های اضافی را با چرخ های مختلف و در جهت های مختلف انجام دهند تا به شکل دلخواه برسند. استفاده از فشار صحیح و شکل چرخ سندان مناسب، و الگوهای نزدیک دقیق رفت و برگشت ها روی هم استفاده از دستگاه را سخت و حرفه ای می‌سازد. فشار بیش از حد باعث تولید قطعه ای می شود که موج دار، آسیب دیده و تحت فشار است و این درحالیست که فشار بسیار کم باعث می شود کار زمان زیادی ببرد.
کلید ایجاد شکل مناسب، داشتن مقدار مناسب سطح فلزی تحت کش در یک ناحیه وسیع است. اگر این امر محقق شود، می توان فلز را با حداقل کشش اضافی "حرکت" کرد و نقاط پایین را با فلز از نقاط بالا پر کرد. این صاف کردن تقریباً مانند صاف کردن با استفاده از تنظیم فشار متوسط است، اما همچنان سنگین تر از آن است که برای صاف کردن استفاده می شود. این یک فرآیند زمان‌بر و تکراری است که یکی از سخت‌ترین و ماهرانه‌ترین بخش‌های چرخ‌زنی است. با افزایش اندازه ورق، کار درگیر و سطح دشواری به طور نامتناسبی افزایش می یابد. این نیز دلیلی است که انجام کار روب ورق های بسیار بزرگ بسیار دشوار میکند و اینان به صورت مقطعی ساخته می شوند. ممکن است به دلیل سخت شدن فلز که باعث می شود شکننده نباشد و در معرض شکستگی قرار گیرد، صفحات/قطعات تاج بلند ممکن است نیاز به بازپخت (عملیات حرارتی) داشته باشند.
پس از دستیابی به شکل پایه صحیح کارگر باید لبه های نواحی تاج بلند را با نواحی کم تاج ترکیب کند، به طوری که حد فاصل سطح به آرامی از یکی به دیگری منتقل شود. پس از این مرحله چرخش نهایی شامل چرخش با فشار بسیار سبک است تا سطح را صاف و منسجم کند. این مرحله فلز را کش نمی دهد بلکه فلز کشیده شده را به اطراف حرکت می دهد، بنابراین استفاده از حداقل فشار سندان و تا آنجا که ممکن است سندان پهن با شکل نهایی ورق ضروری است.
در صورتی که تغیر شکل زیادی داشته باشید ورق های کوچک را میتوانید استفاده کنید درصورتی که در ورق های بزرگ تاج های کوچتر و تغیر شکل کمتری امکانپذیر است.

### محدودیت ها
پنج محدودیت کلیدی دستگاه عبارتند از:
- ضخامت ورقی که دستگاه می تواند آن را تحمل کند
- قرار دادن قطعه کار در عمق و برخورد با "گلویی" دستگاه
- دقت ابعادی که اپراتور یا اپراتورها نمی توانند از نظر فیزیکی آن را به طور کاملا دقیق اداره کنند.
- خطر کشش یا نازک شدن بیش از حد پانل یا بیش از حد بزرگ شدن بخش تاج بلند (اگر فلز خیلی نازک و ضعیف باشد داشتن نقش برجسته خوب نیست.)
- با افزایش اندازه پانل یا بخش، سطح دشواری به طور زیادی افزایش می یابد.

این محدودیت‌ها دلیلی است که باعث می‌شود تاج‌های بزرگ مانند بال‌ها و گلگیرها اغلب در چند تکه و قسمت ساخته شوند. سپس قطعات معمولاً با یکی از دو فرآیند زیر به هم جوش داده می شوند.
1. جوشکاری TIG ( گاز بی‌اثر تنگستن ) اعوجاج حرارتی کمتری ایجاد می‌کند ، اما جوش سخت‌تر و شکننده‌تری و به طور عامیانه تردتر تولید می‌کند که ممکن است هنگام اهنگری یا صاف کردن با دست یا در دستگاه رخ زنی مشکلاتی ایجاد کند .
2. اتصالات جوش اکسی استیلن این اشکالات را ندارند، در صورتی که اجازه داده شود تا در دمای اتاق خنک شوند؛ اما اعوجاج گرمایی بیشتری ایجاد می کنند.
3. نوع دیگر از اتصالات با استفاده از جوشکاری خودزاست یعنی جوشکاری بدون میله پرکننده (فرآیندهای اکسی استیلن یا TIG )، این زمانی مفید است که در نهایت اتصالات جوشکاری صاف(smoothing) شود تا میزان براده کردن/سنگ زدن/لایه کاری مورد نیاز را کاهش دهد یا تقریباً آن را به کلی حذف کند. همچنین مهمتر از آن، اعوجاج حرارتی حدفاصل سطح را کاهش می دهد، که باید روی چرخ و یا با چکش اصلاح شود.[۱۱]

## بیشتر ببینید و بخوانید
- An American's View of the English Wheel by Kent White.دیدگاه یک آمریکایی از چرخ انگلیسی اثر کنت وایت.
- Advanced Techniques for the English Wheel by Kent White.تکنیک های پیشرفته برای چرخ انگلیسی توسط کنت وایت.
- Ron Fournier (1990). Metal Fabricator's Handbook. Penguin.ران فورنیه (1990). کتابچه راهنمای فلز ساز. پنگوئن. شابک 0-89586-870-9.
- Ron Fournier (1989). Sheet Metal Handbook. Penguin.ران فورنیه (1989). کتابچه راهنمای ورق فلز. پنگوئن. شابک 0-89586-757-5.
- Tim Remus (1999). Ultimate Sheet Metal Fabrication. Wolfgang Publications.تیم ریموس (1999). نهایی ساخت ورق فلز. انتشارات ولفگانگ. شابک 0-9641358-9-2.
- Tim Remus (2003). Advanced Sheet Metal Fabrication. Wolfgang Publications.تیم ریموس (2003). ساخت ورق فلزی پیشرفته. انتشارات ولفگانگ. شابک 1-929133-
- A. Robinson, W.A. Livesey (2006). The Repair of Vehicle Bodies. Routledge.تعمیر بدنه خودرو. راتلج. شابک 978-0-7506-67512-X.
- The Craft of Prototype Sheetmetal Bodywork & Coachbuilding: Volume III by Elliot Kudarcy.
- Learning The English Wheel by William H. Longyard.یادگیری چرخ انگلیسی توسط ویلیام اچ. لانگ یارد.

## لینک های خارجی
- هنر زیبای شکل دادن به فلز، اثر کنت وایت.
- چاپ مجدد مقاله از مجله Experimenter
- پرسش و پاسخ Ron Fournier Metal در fournierenterprises.com
- چرخ‌های انگلیسی چدنی سنتی جاستین بیکر